# Cevarke
Cevarke (znanstveno ime Boletaceae) so družina prostotrosnih gliv s trosovnico sestavljeno iz tankih cevk, v katerih so trosi. Najdemo jih na vseh celinah, razen na Antarktiki.
Gre za najbolj znano in priljubljeno družino gob, med katere spada tudi jesenski goban (Boletus edulis), znan tudi kot jurček. Mnoge med njimi so užitne in zelo cenjene, nekatere  strupene ali neužitne, pa so razmeroma enostavno prepoznavne.
Skupna značilnost skoraj vseh cevark je trosovnica sestavljena iz navpičnih cevk, v katerih se tvorijo trosi. Edina izjema so prekatniki (Phylloporus), ki imajo lističe z žilastimi povezavami, ki tvorijo prekate in so vmesna stopnja med lističi in cevkami.
Gobe so mesnate in mehke ter s starostjo hitro gnijejo, v nasprotju z luknjarkami (Polyporaceae), ki imajo trosovnico sestavljeno iz majhnih luknjic in so čvrste, olesenele in trajne.
Skoraj vse so mikorizne - v simbiotski povezavi z rastlinami, z redkimi izjemami. Pagobani (Pseudoboletus) so zajedalski, nekateri privihanci (Buchwaldoboletus) so zajedalci ali saprofiti, za pekočega bakrenopora (Chalciporus piperatus) pa se domneva, da bi lahko bil povezan z micelijem rdeče mušnice (Amanita muscaria).

## Rodovi
- bakrenopori (Chalciporus)
- cevarji (Baorangia)
- dedi in turki (Leccinum)
- dedki (Leccinellum)
- gobani (Boletus)
- grenivci (Tylopilus)
- kuštravci (Strobilomyces)
- lupljivci (Suillellus)
- maslenci (Butyriboletus)
- modrivci (Cyanoboletus)
- novogobani (Neoboletus)
- pagobani (Pseudoboletus)
- polstenci (Xerocomellus)
- polstenke (Xerocomus)
- polstenovci (Imleria)
- porfirniki (Porphyrellus)
- postavneži (Caloboletus)
- prekatniki (Phylloporus)
- privihanci (Buchwaldoboletus)
- rubinovci (Rubroboletus)
- škrlatniki (Rheubarbariboletus)
- turkovci (Hemileccinum)
- velegobani (Imperator)
- vrtnikovci (Hortiboletus)
- zlatocevarji (Lanmaoa)
- zlatopori (Aureoboletus)